# Idwal der Kahle

Mittelalterliche Königreiche in Wales.

Idwal ap Anarawd († 942), besser bekannt als Idwal Foel (Idwal der Kahle), war von 916 bis 942 König von Gwynedd.

## Herkunft
Idwal der Kahle entstammt einer Adelsfamilie des walisischen Hochadels. Zu seinen Vorfahren gehörten:
- Gwriad König der Isle of Man (cl. c. 800), an den das „Crux Guriad“ (Kreuz des Gwriad) in Maughold auf der Isle of Man (Insel Man) erinnert. Er war mit Esyllt ferch Cynan (Esyllt, Tochter des Cynan) Prinzessin von Gwynedd, einer Tochter von Cynan Dindaethwy ap Rhodri, König von Gwynedd (798–816) verheiratet, woraus sich später der Anspruch seines Sohnes, Merfyn Frych ap Gwriad († 844), auf dieses Königreich stützte
- Rhodri der Große (820–878) (walisisch Rhodri Mawr), war König über Powys und herrschte über einen großen Teil von Wales. Durch seine erfolgreiche Abwehr gegen Wikinger und Angelsachsen erhielt er den Beinamen der Große. Er war Idwals Großvater.
- Anarawd ap Rhodri (857–916), war König von Gwynedd und gilt als Stammvater der Aberffraw-Dynastie. Er war Idwals Vater.[2]

## Leben
Das genaue Geburtsdatum von Idwal ap Anarawd ist unbekannt, jedoch muss dieses vermutlich im späten 9. Jahrhundert liegen. Traditionsgemäß müsste er wie sein Großvater und Vater vor ihm auf Burg Caernarfon (walisisch: Caer Seiont), Caernarvonshire geboren worden sein. Sein Großvater, König Rhodri, hatte sich zum Herrscher eines Großteils von Wales gemacht, nach dessen Tod wurde dieser große Herrschaftsbereich jedoch unter seinen Söhnen aufgeteilt, womit die Einheit von ganz Wales wieder in weite Ferne gerückt wurde. Sein Vater Anarwad war König von Gwynedd.
Nach dem Tod von König Anarawd im Jahr 916 erbte Idwal den Thron von Gwynedd. Zu Beginn seiner Herrschaft leistete er, wie seine Vorgänger einst vor ihm, Widerstand gegen die Angelsachsen akzeptierte jedoch später die Oberherrschaft Englands. Er verbündete sich mit König Æthelstan von England, als dieser 924 die Macht übernahm. Da Æthelstan seine Macht in ganz Britannien festigen wollte, erwies ihm Idwal die Ehre, indem er in den Jahren 927, 928 und 937 den englischen Hof besuchte. Beim ersten dieser Besuche unterzeichnete er Urkunden, in denen er sich bereit erklärte, mit Æthelstan gegen die Schotten zu kämpfen. In diesem Jahr marschierte er mit seinem Cousin Hywel Dda (Howell dem Guten) von Deheubarth und Morgan ab Owain von Gwent gegen Owain ap Dyfnwal, den König von Strathclyde. Owain wurde gezwungen, sich dem englischen König zu unterwerfen.
Æthelstan starb 939 und wurde von seinem Halbbruder Edmund abgelöst. Im Jahr 942 startete Idwal, offenbar aus der Befürchtung die Sachsen könnten gemeinsam mit Hywel versuchen ihn zu entmachten, zusammen mit seinem Bruder Elisedd einen Angriff auf die Sachsen in Wales. Die Annales Cambriæ berichten von seinem Scheitern: „Idwal und sein Bruder Elisedd werden im Kampf gegen die Sachsen getötet.“ Er starb 942 beim Aufstand gegen den englischen König Edmund. Der Thron von Gwynedd hätte an Idwals Söhne Iago und Ieuaf übergehen sollen, aber Hywel drang ein und vertrieb sie aus dem Königreich. Er regierte acht Jahre lang, bevor sie zurückkehren und ihr Erbe zurückfordern konnten.